# Sarcophaga sarezia
Sarcophaga sarezia är en tvåvingeart som först beskrevs av Andy Z. Lehrer 2006.  Sarcophaga sarezia ingår i släktet Sarcophaga och familjen köttflugor. Inga underarter finns listade i Catalogue of Life.